# Colepiocephale
Colepiocephale ist eine Gattung der Vogelbeckensaurier (Ornithischia) aus der Gruppe der Pachycephalosauria. Einzige beschriebene Art ist C. lambei (Sternberg, 1945).
Von Colepiocephale sind bislang nur Teile des Schädels bekannt. Das Schädeldach setzt sich aus dem zusammengewachsenen Stirn- und Scheitelbein (Frontoparietale) zusammen und ist wie bei allen Pachycephalosauriern auffallend verdickt. Es ist gewölbt, die Schädelfenster der Schläfenregion sind geschlossen, womit dieser Dinosaurier zu den kuppelköpfigen Pachycephalosauriern zählt. Charakteristisch für Colepiocephale ist die starke Abwärtsbiegung des Scheitelbeins sowie Merkmale im Bau des Schuppenbeins (Squamosum). Die Funktion des verdickten Schädeldachs ist wie bei allen Pachycephalosauriern umstritten (siehe dazu Funktion des Schädeldachs bei den Pachycephalosauria). Ebenso ist nichts über den sonstigen Körperbau dieses Dinosauriers bekannt.
Die fossilen Überreste von Colepiocephale wurden in der Foremost-Formation in der kanadischen Provinz Alberta gefunden und 1945 von Sternberg erstbeschrieben, allerdings noch unter der Bezeichnung Stegoceras lambei. Später wurde bezweifelt, ob es sich überhaupt um eine gültige Art handelt, doch Robert Sullivan hielt 2003 nicht nur die Art für gültig, sondern auch die Unterschiede für bedeutsam genug, um die Funde in eine neue Gattung Colepiocephale zu stellen.
Die Überreste von Colepiocephale werden in die Oberkreide (mittleres Campanium) auf ein Alter von etwa 80 bis 76 Millionen Jahre datiert. Damit zählt diese Gattung zu den ältesten zweifelsfrei den Pachycephalosauriern zugehörigen Dinosauriern. Umstrittene Funde dieser Dinosauriergruppe sind allerdings weit älter.